# Olympische Sommerspiele 1956/Teilnehmer (Sowjetunion)
| Gelbes Symbol für Goldmedaillen mit stilisierten Olympischen Ringen | Graues Symbol für Silbermedaillen mit stilisierten Olympischen Ringen | Braundes Symbol für Bronzemedaillen mit stilisierten Olympischen Ringen |
| ------------------------------------------------------------------- | --------------------------------------------------------------------- | ----------------------------------------------------------------------- |
| 37                                                                  | 29                                                                    | 32                                                                      |

Die Sowjetunion nahm an den Olympischen Sommerspielen 1956 in Melbourne mit einer Delegation von 272 Athleten (233 Männer und 39 Frauen) an 135 Wettkämpfen in 17 Sportarten teil. Hinzu kamen neun Reiter, die in sechs Wettkämpfen bei den Reiterspielen teilnahmen.
Die sowjetischen Sportler gewannen 37 Gold-, 29 Silber- und 32 Bronzemedaillen, womit die Sowjetunion den ersten Platz im Medaillenspiegel belegte. Erfolgreichste Athletin war die Turnerin Larissa Latynina, die vierfache Olympiasiegerin wurde und je eine weitere Silber- und Bronzemedaille gewann. Fahnenträger bei der Eröffnungsfeier war der Gewichtheber Alexei Medwedew.

## Teilnehmer nach Sportarten

### Basketball
- Silber 
Maigonis Valdmanis
Algirdas Lauritėnas
Kazys Petkevičius
Jānis Krūmiņš
Valdis Muižnieks
Stanislovas Stonkus
Michail Studenezki
Wiktor Subkow
Juri Oserow
Michail Semjonow
Arkadi Botschkarjow
Wladimir Torban

### Boxen
- Wladimir Stolnikow
Fliegengewicht: im Viertelfinale ausgeschieden

- Boris Stepanow
Bantamgewicht: im Achtelfinale ausgeschieden

- Wladimir Safronow
Federgewicht: Gold

- Anatoli Lagetko
Leichtgewicht: Bronze

- Wladimir Jengibarjan
Halbweltergewicht: Gold

- Eduard Borissow
Weltergewicht: im Achtelfinale ausgeschieden

- Rytschard Karpow
Halbmittelgewicht: im Achtelfinale ausgeschieden

- Gennadi Schatkow
Mittelgewicht: Gold

- Romualdas Murauskas
Halbschwergewicht: Bronze

- Lew Muchin
Schwergewicht: Silber

### Fechten
Männer
- Mark Midler
Florett: 7. Platz
Florett Mannschaft: 5. Platz

- Juri Rudow
Florett: im Halbfinale ausgeschieden
Florett Mannschaft: 5. Platz

- Iuri Ossipowi 
Florett: im Halbfinale ausgeschieden
Florett Mannschaft: 5. Platz

- Wiktor Schdanowitsch
Florett Mannschaft: 5. Platz

- Jurij Iwanow
Florett Mannschaft: 5. Platz

- Alexander Owsjankin
Florett Mannschaft: 5. Platz

- Arnold Tscharnuschewitsch
Degen: im Viertelfinale ausgeschieden
Degen Mannschaft: 5. Platz

- Rewas Zirekidse
Degen: in der 1. Runde ausgeschieden
Degen Mannschaft: 5. Platz

- Juozas Udras
Degen: in der 1. Runde ausgeschieden
Degen Mannschaft: 5. Platz

- Lew Saitschuk
Degen Mannschaft: 5. Platz

- Walentin Wdowitschenko
Degen Mannschaft: 5. Platz

- Walentin Tschernikow
Degen Mannschaft: 5. Platz

- Lew Kusnezow
Säbel: Bronze 
Säbel Mannschaft: Bronze

- Jewhen Tscherepowskyj
Säbel: im Halbfinale ausgeschieden
Säbel Mannschaft: Bronze

- Jakow Rylski
Säbel: im Viertelfinale ausgeschieden
Säbel Mannschaft: Bronze

- Leonid Bogdanow
Säbel Mannschaft: Bronze

- Dawid Tyschler
Säbel Mannschaft: Bronze

Frauen
- Emma Jefimowa
Florett: in der 1. Runde ausgeschieden

- Walentina Rastworowa
Florett: in der 1. Runde ausgeschieden

- Nadeschda Schitikowa
Florett: in der 1. Runde ausgeschieden

### Fußball
- Gold 
Anatoli Baschaschkin
Joschef Beza
Anatoli Iljin
Anatoli Issajew
Walentin Iwanow
Lew Jaschin
Boris Kusnezow
Anatoli Masljonkin
Igor Netto
Michail Ogonkow
Alexei Paramonow
Boris Rasinski
Wladimir Ryschkin
Sergei Salnikow
Nikita Simonjan
Eduard Strelzow
Boris Tatuschin
Nikolai Tischtschenko

### Gewichtheben
- Wladimir Stogow
Bantamgewicht: Silber

- Jewgeni Minajew
Federgewicht: Silber

- Igor Rybak
Leichtgewicht: Gold

- Rawil Chabutdinow
Leichtgewicht: Silber

- Fjodor Bogdanowski
Mittelgewicht: Gold

- Wassili Stepanow
Halbschwergewicht: Silber

- Arkadi Worobjow
Mittelschwergewicht: Gold

### Kanu
Männer
- Igor Pissarew
Einer-Kajak 1000 m: Silber 
Einer-Kajak 10.000 m: 5. Platz

- Mihhail Kaaleste
Zweier-Kajak 1000 m: Silber

- Anatoli Demitkow
Zweier-Kajak 1000 m: Silber

- Jewhen Jazynenko
Zweier-Kajak 10.000 m: 5. Platz

- Sergei Klimow
Zweier-Kajak 10.000 m: 5. Platz

- Gennadi Bucharin
Einer-Canadier 1000 m: Bronze 
Einer-Canadier 10.000 m: Bronze

- Pawel Charin
Zweier-Canadier 1000 m: Silber 
Zweier-Canadier 10.000 m: Gold

- Grazian Botew
Zweier-Canadier 1000 m: Silber 
Zweier-Canadier 10.000 m: Gold

Frauen
- Jelisaweta Dementjewa
Einer-Kajak 500 m: Gold

### Leichtathletik
Männer
- Juri Konowalow
100 m: im Halbfinale ausgeschieden
200 m: im Vorlauf ausgeschieden
4-mal-100-Meter-Staffel: Silber

- Boris Tokarew
100 m: im Halbfinale ausgeschieden
200 m: 5. Platz
4-mal-100-Meter-Staffel: Silber

- Leonid Bartenjew
100 m: im Viertelfinale ausgeschieden
200 m: im Viertelfinale ausgeschieden
4-mal-100-Meter-Staffel: Silber

- Ardalion Ignatjew
400 m: Bronze 
4-mal-400-Meter-Staffel: im Vorlauf ausgeschieden

- Konstantin Gratschow
400 m: im Vorlauf ausgeschieden
4-mal-400-Meter-Staffel: im Vorlauf ausgeschieden

- Yevgeny Sokolov
1500 m: im Vorlauf ausgeschieden

- Sergei Suchanow
1500 m: im Vorlauf ausgeschieden

- Jonas Pipynė
1500 m: im Vorlauf ausgeschieden

- Wolodymyr Kuz
5000 m: Gold 
10.000 m: Gold

- Pjotr Bolotnikow
5000 m: 9. Platz
10.000 m: 16. Platz

- Iwan Tschernjawskyj
5000 m: 10. Platz
10.000 m: 6. Platz

- Iwan Filin
Marathon: 7. Platz

- Boris Grischajew
Marathon: Rennen nicht beendet

- Albert Ivanov
Marathon: Rennen nicht beendet

- Boris Stoljarow
110 m Hürden: 6. Platz

- Anatoli Michailow
110 m Hürden: im Vorlauf ausgeschieden

- Juri Litujew
400 m Hürden: 4. Platz
4-mal-400-Meter-Staffel: im Vorlauf ausgeschieden

- Anatoli Julin
400 m Hürden: im Halbfinale ausgeschieden
4-mal-400-Meter-Staffel: im Vorlauf ausgeschieden

- Semjon Rschischtschin
3000 m Hindernis: 5. Platz

- Jewgeni Kadjajkin
3000 m Hindernis: im Vorlauf ausgeschieden

- Wassili Wlassenko
3000 m Hindernis: im Vorlauf ausgeschieden

- Wladimir Sucharew
4-mal-100-Meter-Staffel: Silber

- Leonid Spirin
20 km Gehen:Gold

- Antanas Mikėnas
20 km Gehen: Silber

- Bruno Junk
20 km Gehen: Bronze

- Jewgeni Maskinskow
50 km Gehen: Silber

- Grigori Klimow
50 km Gehen: Rennen nicht beendet

- Michail Lawrow
50 km Gehen: Rennen nicht beendet

- Igor Kaschkarow
Hochsprung: Bronze

- Wolodymyr Sitkin
Hochsprung: 6. Platz

- Wladimir Poljakow
Hochsprung: ohne gültige Höhe

- Uladsimir Bulatau
Stabhochsprung: 9. Platz

- Anatoli Petrow
Stabhochsprung: 11. Platz

- Witalij Tschernobaj
Stabhochsprung: 13. Platz

- Dmytro Bondarenko
Weitsprung: 4. Platz

- Oleg Fjodossejew
Weitsprung: 8. Platz

- Igor Ter-Owanessjan
Weitsprung: ohne gültigen Versuch im Finale

- Witold Krejer
Dreisprung: Bronze

- Leonid Schtscherbakow
Dreisprung: 6. Platz

- Boris Beljajew
Kugelstoßen: 5. Platz

- Wladimir Loschtschilow
Kugelstoßen: 13. Platz

- Oto Grigalka
Diskuswurf: 5. Platz

- Boris Matwejew
Diskuswurf: 9. Platz

- Kim Buchanzow
Diskuswurf: 12. Platz

- Michail Krywanossau
Hammerwurf: Silber

- Anatoli Samozwetow
Hammerwurf: Bronze

- Dmytro Jehorow
Hammerwurf: 7. Platz

- Wiktor Zybulenko
Speerwurf: Bronze

- Alexander Gorschkow
Speerwurf: 8. Platz

- Wladimir Kusnezow
Speerwurf: 12. Platz

- Wassili Kusnezow
Zehnkampf: Bronze

- Uno Palu
Zehnkampf: 4. Platz

- Jurij Kutenko
Zehnkampf: Wettkampf nicht beendet

Frauen
- Galina Popowa
100 m: im Halbfinale ausgeschieden

- Wera Krepkina
100 m: im Halbfinale ausgeschieden
4-mal-100-Meter-Staffel: 4. Platz

- Galina Restschikowa
100 m: im Halbfinale ausgeschieden
4-mal-100-Meter-Staffel: 4. Platz

- Marija Itkina
200 m: im Halbfinale ausgeschieden
4-mal-100-Meter-Staffel: 4. Platz

- Wera Jugowa
200 m: im Halbfinale ausgeschieden

- Olga Koschelewa
200 m: im Vorlauf ausgeschieden

- Galina Bystrowa
80 m Hürden: 4. Platz

- Marija Golubnitschaja
80 m Hürden: 5. Platz

- Nilija Bessedina-Kulakowa
80 m Hürden: im Vorlauf ausgeschieden

- Irina Turowa
4-mal-100-Meter-Staffel: 4. Platz

- Marija Pissarewa
Hochsprung: Silber

- Walentina Ballod
Hochsprung: 11. Platz

- Nadeschda Chnykina
Weitsprung: Bronze

- Walentina Schaprunowa
Weitsprung: 6. Platz

- Tamara Tyschkewitsch
Kugelstoßen: Gold

- Galina Sybina
Kugelstoßen: Silber

- Sinaida Doinikowa
Kugelstoßen: 4. Platz

- Irina Begljakowa
Diskuswurf: Silber

- Nina Ponomarjowa
Diskuswurf: Bronze

- Albina Jelkina
Diskuswurf: 5. Platz

- Inese Jaunzeme
Speerwurf: Gold

- Nadeschda Konjajewa
Speerwurf: Bronze

### Moderner Fünfkampf
- Igor Nowikow
Einzel: 4. Platz
Mannschaft: Gold

- Alexander Tarassow
Einzel: 8. Platz
Mannschaft: Gold

- Iwan Derjuhin
Einzel: 9. Platz
Mannschaft: Gold

### Radsport
- Anatoli Tscherepowitsch
Straßenrennen: 15. Platz
Straßenrennen Mannschaftswertung: 6. Platz

- Mykola Kolumbet
Straßenrennen: 16. Platz
Straßenrennen Mannschaftswertung: 6. Platz

- Wiktor Kapitonow
Straßenrennen: 32. Platz
Straßenrennen Mannschaftswertung: 6. Platz

- Wiktor Werschinin
Straßenrennen: 35. Platz
Straßenrennen Mannschaftswertung: 6. Platz

- Boris Romanow
Bahn Sprint: 5. Platz

- Boris Sawostin
Bahn 1000 m Zeitfahren: 5. Platz

- Rostislaw Wargaschkin
Bahn Tandem Sprint 2000 m: 9. Platz

- Wladimir Leonow
Bahn Tandem Sprint 2000 m: 9. Platz

- Wiktor Iljin
Bahn Mannschaftsverfolgung 4000 m: 5. Platz

- Wolodymyr Mitin
Bahn Mannschaftsverfolgung 4000 m: 5. Platz

- Rostislaw Tschischikow
Bahn Mannschaftsverfolgung 4000 m: 5. Platz

- Eduard Gussew
Bahn Mannschaftsverfolgung 4000 m: 5. Platz

### Reiten
- Sergei Filatow
Dressur: 11. Platz
Dressur Mannschaft: 4. Platz

- Alexander Wtorow
Dressur: 15. Platz
Dressur Mannschaft: 4. Platz

- Nikolai Sitko
Dressur: 18. Platz
Dressur Mannschaft: 4. Platz

- Andrei Faworski
Springreiten: 21. Platz
Springreiten Mannschaft: ausgeschieden

- Wladimir Raspopow
Springreiten: 39. Platz
Springreiten Mannschaft: ausgeschieden

- Boris Lilow
Springreiten: ausgeschieden
Springreiten Mannschaft: ausgeschieden

- Lew Baklyschkin
Vielseitigkeitsreiten: 4. Platz
Vielseitigkeitsreiten Mannschaft: 7. Platz

- Nikolai Schelenkow
Vielseitigkeitsreiten: 26. Platz
Vielseitigkeitsreiten Mannschaft: 7. Platz

- Walerian Kuibyschew
Vielseitigkeitsreiten: 35. Platz
Vielseitigkeitsreiten Mannschaft: 7. Platz

### Ringen
- Mirian Zalkalamanidse
Fliegengewicht, Freistil: Gold

- Michail Schachow
Bantamgewicht, Freistil: Bronze

- Linar Salimullin
Federgewicht, Freistil: 6. Platz

- Alimbeg Bestajew
Leichtgewicht, Freistil: Bronze

- Wachtang Balawadse
Weltergewicht, Freistil: Bronze

- Giorgi Schirtladse
Mittelgewicht, Freistil: Bronze

- Boris Kulajew
Halbschwergewicht, Freistil: Silber

- Iwan Wychristjuk
Schwergewicht, Freistil: 6. Platz

- Nikolai Solowjow
Fliegengewicht, griechisch-römisch: Gold

- Konstantin Wyrupajew
Bantamgewicht, griechisch-römisch: Gold

- Roman Dsneladse
Federgewicht, griechisch-römisch: Bronze

- Wladimir Rossin
Leichtgewicht, griechisch-römisch: in der 2. Runde ausgeschieden

- Wladimir Manejew
Weltergewicht, griechisch-römisch: Silber

- Giwi Kartosia
Mittelgewicht, griechisch-römisch: Gold

- Walentin Nikolajew
Halbschwergewicht, griechisch-römisch: Gold

- Anatoli Parfjonow
Schwergewicht, griechisch-römisch: Gold

### Rudern
- Wjatscheslaw Iwanow
Einer: Gold

- Alexander Berkutow
Doppel-Zweier: Gold

- Juri Tjukalow
Doppel-Zweier: Gold

- Igor Buldakow
Zweier ohne Steuermann: Silber

- Wiktor Iwanow
Zweier ohne Steuermann: Silber

- Igor Jemtschuk
Zweier mit Steuermann: Bronze

- Georgi Schilin
Zweier mit Steuermann: Bronze

- Wladimir Petrow
Zweier mit Steuermann: Bronze

- Leonid Sacharow
Vierer ohne Steuermann: im Halbfinale ausgeschieden

- Alexander Scheff
Vierer ohne Steuermann: im Halbfinale ausgeschieden

- Nikolai Karassjow
Vierer ohne Steuermann: im Halbfinale ausgeschieden

- Igor Iwanow
Vierer ohne Steuermann: im Halbfinale ausgeschieden

- Andrei Archipow
Vierer mit Steuermann: im Halbfinale ausgeschieden

- Juri Popow
Vierer mit Steuermann: im Halbfinale ausgeschieden

- Walentin Sanin
Vierer mit Steuermann: im Halbfinale ausgeschieden

- Jaroslaw Tscherstwy
Vierer mit Steuermann: im Halbfinale ausgeschieden

- Anatoli Fetissow
Vierer mit Steuermann: im Halbfinale ausgeschieden

- Wladimir Petrow
Achter mit Steuermann: im Halbfinale ausgeschieden

- Wladimir Krjukow
Achter mit Steuermann: im Halbfinale ausgeschieden

- Georgi Guschtschenko
Achter mit Steuermann: im Halbfinale ausgeschieden

- Anatoli Antonow
Achter mit Steuermann: im Halbfinale ausgeschieden

- Jewgeni Samsonow
Achter mit Steuermann: im Halbfinale ausgeschieden

- Leonid Gissen
Achter mit Steuermann: im Halbfinale ausgeschieden

- Slawa Amiragow
Achter mit Steuermann: im Halbfinale ausgeschieden

- Boris Fjodorow
Achter mit Steuermann: im Halbfinale ausgeschieden

- Ernest Werbin
Achter mit Steuermann: im Halbfinale ausgeschieden

### Schießen
- Jewgeni Tscherkassow
Schnellfeuerpistole 25 m: Silber

- Wassili Sorokin
Schnellfeuerpistole 25 m: 24. Platz

- Machmud Omarow
Freie Pistole 50 m: Silber

- Anton Jassynskyj
Freie Pistole 50 m: 5. Platz

- Wassili Borissow
Freies Gewehr Dreistellungskampf 300 m: Gold 
Kleinkalibergewehr Dreistellungskampf 50 m: 4. Platz
Kleinkalibergewehr liegend 50 m: Silber

- Allan Erdman
Freies Gewehr Dreistellungskampf 300 m: Silber

- Anatoli Bogdanow
Kleinkalibergewehr Dreistellungskampf 50 m: Gold 
Kleinkalibergewehr liegend 50 m: 29. Platz

- Witalij Romanenko
Laufender Hirsch 100 m: Gold

- Wladimir Sewrjugin
Laufender Hirsch 100 m: Bronze

- Nikolai Mogilewski
Trap: 4. Platz

- Juri Nikandrow
Trap: 5. Platz

### Schwimmen
Männer
- Witali Sorokin
100 m Freistil: im Halbfinale ausgeschieden
4-mal-200-Freistil-Staffel: Bronze

- Lew Balandin
100 m Freistil: im Vorlauf ausgeschieden

- Boris Nikitini
400 m Freistil: im Vorlauf ausgeschieden
4-mal-200-Freistil-Staffel: Bronze

- Gennadi Androssow
1500 m Freistil: im Vorlauf ausgeschieden

- Wladimir Struschanow
4-mal-200-Freistil-Staffel: Bronze

- Gennadi Nikolajew
4-mal-200-Freistil-Staffel: Bronze

- Charis Junitschew
200 m Brust: Bronze

- Ihor Sasseda
200 m Brust: 5. Platz

- Farid Dossajew
200 m Brust: im Vorlauf ausgeschieden

Frauen
- Ljudmyla Klipowa
100 m Rücken: im Vorlauf ausgeschieden

### Segeln
- Juri Schawrin
Finn-Dinghy: 12. Platz

- Timir Pinegin
Star: 8. Platz

- Fjodor Schutkow
Star: 8. Platz

- Boris Iljin
Sharpie: 7. Platz

- Alexander Tschumakow
Sharpie: 7. Platz

- Iwan Matwejew
Drachen: 11. Platz

- Andrei Masowka
Drachen: 11. Platz

- Pjotr Tolstichin
Drachen: 11. Platz

- Konstantin Alexandrow
5,5-Meter-Klasse: 8. Platz

- Konstantin Melgunow
5,5-Meter-Klasse: 8. Platz

- Lew Alexejew
5,5-Meter-Klasse: 8. Platz

### Turnen
Männer
- Wiktor Tschukarin
Einzelmehrkampf: Gold 
Boden: Silber 
Pferdsprung: 7. Platz
Barren: Gold 
Reck: 4. Platz
Ringe: 7. Platz
Seitpferd: Bronze 
Mannschaftsmehrkampf: Gold

- Juri Titow
Einzelmehrkampf: Bronze 
Boden: 5. Platz
Pferdsprung: Bronze 
Barren: 8. Platz
Reck: Silber 
Ringe: 10. Platz
Seitpferd: 5. Platz
Mannschaftsmehrkampf: Gold

- Walentin Muratow
Einzelmehrkampf: 5. Platz
Boden: Gold 
Pferdsprung: Gold 
Barren: 16. Platz
Reck: 25. Platz
Ringe: Silber 
Seitpferd: 9. Platz
Mannschaftsmehrkampf: Gold

- Albert Asarjan
Einzelmehrkampf: 7. Platz
Boden: 40. Platz
Pferdsprung: 11. Platz
Barren: 5. Platz
Reck: 8. Platz
Ringe: Gold 
Seitpferd: 12. Platz
Mannschaftsmehrkampf: Gold

- Boris Schachlin
Einzelmehrkampf: 8. Platz
Boden: 28. Platz
Pferdsprung: 4. Platz
Barren: 8. Platz
Reck: 13. Platz
Ringe: 15. Platz
Seitpferd: Gold 
Mannschaftsmehrkampf: Gold

- Pawel Stolbow
Einzelmehrkampf: 14. Platz
Boden: 16. Platz
Pferdsprung: 28. Platz
Barren: 41. Platz
Reck: 4. Platz
Ringe: 12. Platz
Seitpferd: 7. Platz
Mannschaftsmehrkampf: Gold

Frauen
- Larissa Latynina
Einzelmehrkampf: Gold 
Boden: Gold 
Pferdsprung: Gold 
Stufenbarren: Silber 
Schwebebalken: 4. Platz
Mannschaftsmehrkampf: Gold 
Gruppengymnastik: Bronze

- Sofja Muratowa
Einzelmehrkampf: Bronze 
Boden: 4. Platz
Pferdsprung: 5. Platz
Stufenbarren: Bronze 
Schwebebalken: 10. Platz
Mannschaftsmehrkampf: Gold 
Gruppengymnastik: Bronze

- Tamara Manina
Einzelmehrkampf: 6. Platz
Boden: 9. Platz
Pferdsprung: Silber 
Stufenbarren: 16. Platz
Schwebebalken: Silber 
Mannschaftsmehrkampf: Gold 
Gruppengymnastik: Bronze

- Ljudmila Jegorowa
Einzelmehrkampf: 10. Platz
Boden: 9. Platz
Pferdsprung: 9. Platz
Stufenbarren: 24. Platz
Schwebebalken: 7. Platz
Mannschaftsmehrkampf: Gold 
Gruppengymnastik: Bronze

- Polina Astachowa
Einzelmehrkampf: 17. Platz
Boden: 13. Platz
Pferdsprung: 50. Platz
Stufenbarren: 9. Platz
Schwebebalken: 13. Platz
Mannschaftsmehrkampf: Gold 
Gruppengymnastik: Bronze

- Lidija Kalinina
Einzelmehrkampf: 21. Platz
Boden: 11. Platz
Pferdsprung: 56. Platz
Stufenbarren: 18. Platz
Schwebebalken: 21. Platz
Mannschaftsmehrkampf: Gold 
Gruppengymnastik: Bronze

### Wasserball
- Bronze 
Wiktor Agejew
Pjotr Breus
Boris Goichman
Wjatscheslaw Kurennoi
Nodar Gwacharia
Boris Markarow
Pjotr Mschwenijeradse
Walentin Prokopow
Michail Ryschak
Juri Schljapin

### Wasserspringen
Männer
- Gennadi Udalow
3 m Kunstspringen: 5. Platz

- Roman Brener
3 m Kunstspringen: 6. Platz
10 m Turmspringen: 5. Platz

- Juri Kassakow
3 m Kunstspringen: 9. Platz

- Michail Tschatschba
10 m Turmspringen: 8. Platz

- Gennadi Galkin
10 m Turmspringen: 13. Platz

Frauen
- Walentina Tschumitschewa
3 m Kunstspringen: 5. Platz

- Ninel Krutowa
3 m Kunstspringen: 10. Platz

- Soja Bljuwas
3 m Kunstspringen: 11. Platz

- Tatjana Wereina-Karakaschjanz
10 m Turmspringen: 5. Platz

- Ljubow Schigalowa
10 m Turmspringen: 6. Platz

- Raissa Gorochowskaja
10 m Turmspringen: 9. Platz